# تينا بارني
تينا بارني (بالإنجليزية: Tina Barney)‏ هي مصورة أمريكية، ولدت في 1945 في نيويورك في الولايات المتحدة.